# Handelspartering
Handelspartering (handelsfördelning) är ett äldre begrepp för indelning av detaljhandel i grupper. Där handelspartering tillämpas tillåts en köpman inte att handla med varor utanför sin egen grupp; samma person kan exempelvis inte handla både med textilier och med salt.

## Handelspartering i Sverige
I Upsala stadga föreskrevs den 25 februari 1546 att inte var och en  "efter sitt eget goda tycke" fick driva handel med allahanda varor, utan med ett visst slags varor. Parteringen tillämpades, åtminstone delvis, i Uppsala stad, men förefaller inte har haft reellt genomslag i någon annan svensk stad. Enligt en förordning för Stockholm skulle "köphandeln" där särskiljas i 15 strängt begränsade gillen, handelssocieteter, med var sin ålderman och sina bisittare i likhet med ordningen i hantverkarnas skrån. Denna förordning fick emellertid inga uppföljare i senare handelsförordningar i Stockholm.